# Monte Iato
Le Monte Iato est un site archéologique en Sicile, situé sur l'actuel mont Iato, près de San Cipirello. Il correspond à la cité antique de Ίαίτας ou Ietas. 
Son occupation aurait débuté par un établissement indigène au début du premier millénaire et aurait été continue jusqu'à sa destruction totale en 1246 par Frédéric II.

## Topographie
Le site se situe sur un large plateau situé à environ 850 m au-dessus du niveau de la mer, au sommet du mont Iato, sur les pentes sud des Monts de Palerme, qui domine à la fois la vallée de la rivière Iato  la vallée de l'Alto Belice Destro, point de liaison entre les côtés nord et sud. 

## Historique
L'établissement sicano-élyme appartient à un réseau d'établissements contrôlant la Vallée du Belice, À partir de la fin du VIIe siècle av. J.-C., la population indigène aurait été en contact avec les Grecs installés en Sicile. Vers le milieu du siècle suivant, un noyau de population grecque cohabite avec la population indigène, comme en témoignent les édifices monumentaux de style grec (temple d'Aphrodite et grande maison archaïque tardive).  
La cité est totalement hellénisée à la fin du IVe siècle av. J.-C., entièrement reconstruite selon les modèles grecs. 
Le site est habité jusqu'au Moyen Âge, sous le nom de Giato, et devient l'une des places fortes des musulmans rebelles contre Frédéric II, qui rase la ville en 1246, et déporte ses habitants vers les Pouilles.
Le site est fouillé à partir de 1971 par l'Institut d'archéologie de l'Université de Zurich puis depuis 2011 par l'Institut d'archéologie de l'Université d'Innsbruck.